# NGC 466
NGC 466 je galaksija u zviježđu Tukan.

## Vanjske poveznice
- SEDS: NGC 466